# Cymbidium madidum
Espèce
Cymbidium madidum est une espèce d'orchidées du genre Cymbidium.

## Description
Cymbidium madidum est une plante herbacée épiphyte ou lithophyte formant des touffes avec des pseudobulbes verts surpeuplés, ovales, légèrement aplatis et 40 à 60 mm de large. Chaque pseudobulbe a entre quatre et huit fines feuilles flexibles en forme de courroie de 300 à 500 mm de long et 30-40 mm de large. Entre dix et soixante-dix fleurs vert olive à vert brunâtre, 22-35 mm de long et 20-30 mm de larges sont portés sur une tige florale arquée de 200-600 mm de long. Les sépales et les pétales courbent vers l’avant plutôt que de s’étendre largement, large avec trois lobes. Les lobes latéraux sont dressés et le lobe médian est jaunâtre et présente une crête brillante le long de sa ligne médiane. La floraison a lieu entre août et février,,.
Cymbidium madidum a été officiellement décrit pour la première fois en 1840 par John Lindley, qui l'a publiée dans The Botanical Register,. L'épithète spécifique (madidum) est un mot latin qui signifie « humide », « trempé » ou « détrempé ».

## Distribution et habitat
Cymbidium madidum se développe dans la forêt tropicale humide et d'autres habitats humides sur des arbres à écorce fibreuse ou papyracée, ainsi que sur des rochers et des falaises. On la trouve depuis la Péninsule du cap York, dans le Queensland, jusqu'au sud jusqu'à la rivière Hastings, en Nouvelle-Galles du Sud,.

### Usages traditionnels
Les Aborigènes d'Australie et les premiers colons européens utilisaient le pseudobulbe de Cymbidium madidum pour la dysenterie et ses graines étaient utilisées comme contraceptif oral